# The Smile (banda)
The Smile (Español: La Sonrisa) es una banda de rock alternativo inglesa compuesta por los miembros de Radiohead Thom Yorke (voces, guitarra, bajo, teclados) y Jonny Greenwood (guitarra, bajo, teclados) con el baterista de Sons of Kemet Tom Skinner. Su productor musical es Nigel Godrich, el productor musical de Radiohead desde hace décadas. Incorporan elementos de post-punk, rock progresivo, Afrobeat y música electrónica en sus composiciones.
The Smile trabajó durante el confinamiento debido al COVID-19 e hizo su debut sorpresa en una performance transmitida por el Glastonbury Festival en mayo de 2021. A comienzos de 2022 lanzaron cuatro singles y en enero actuaron por primera vez frente a una audiencia en tres espectáculos en Londres que además fueron transmitidos de forma virtual. En mayo, The Smile estrenó su álbum debut, A Light for Attracting Attention.

## Historia

### 2021: Formación y primeros años
Jonny Greenwood dijo que The Smile nació del deseo de trabajar con Thom Yorke durante el confinamiento por la pandemia de COVID-19 . Dijo: "No tuvimos mucho tiempo, pero queríamos terminar algunas canciones juntos. Fue muy intermitente, pero se sintió como una forma positiva de hacer música."  Enlistaron al baterista Tom Skinner, quién ha tocado en varias bandas incluyendo la banda de jazz Sons of Kemet. The Smile es producida por Nigel Godrich, productor por años de Radiohead. La banda toma su nombre del título de un poema de Ted Hughes; Yorke dijo que no era "la sonrisa cuando uno dice 'ahh', sino más como la sonrisa en la cara del tipo que te miente todos los días".

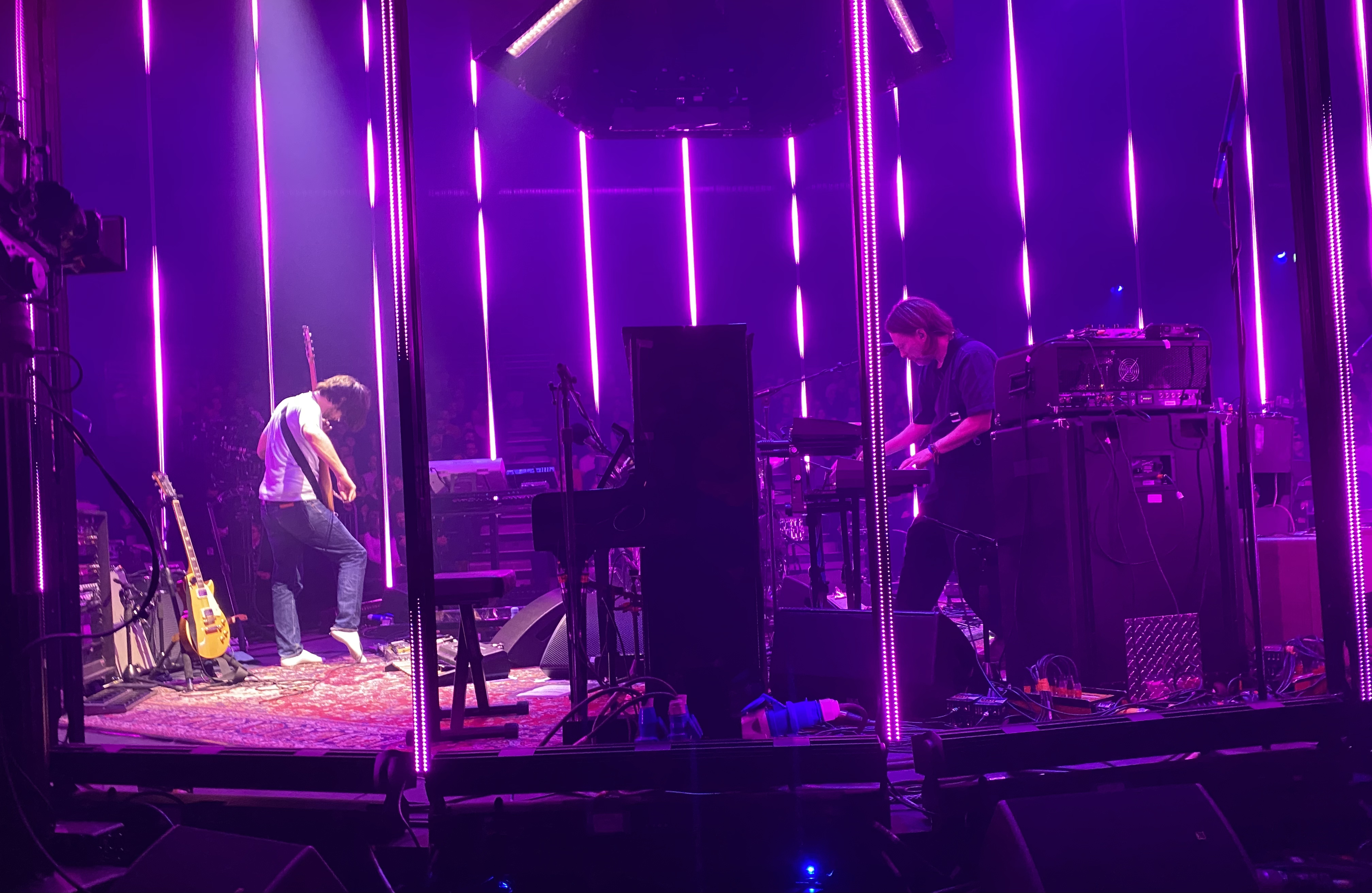
The Smile actuando en la ronda en Magazine, Londres, en enero de 2022

The Smile hizo su debut en una performance sorpresa para el video de Live at Worthy Farm, producido por el Glastonbury Festival y emitido vía stream el 22 de mayo de 2021. La performance se grabó en secreto más temprano esa semana y fue anunciada en el día del estreno. La banda tocó ocho canciones, con Yorke y Greenwood en guitarra, bajo,  sintetizador Moog y Rhodes piano.
En julio de 2021, Godrich dijo que The Smile había grabado un álbum. Lo describió como "una yuxtaposición interesante de cosas, pero que tiene sentido". En septiembre, Greenwood dijo que el grupo todavía estaba decidiendo qué incluir en el álbum y que estaba "a punto de terminarse". DIY nombró al álbum como uno de los más anticipados del año, especulando que regresaría a la "música enojada, más rudimentaria" característica de los trabajos del comienzo de Radiohead.
Yorke tocó una canción de The Smile, "Free in the Knowledge", en un evento de Letters Live en el Royal Albert Hall de Londres en octubre. El 29 y 30 de enero, The Smile tocó frente a una audiencia por primera vez en tres espectáculos en Magazine, Londres, el cual además fue transmitido vía stream. La banda tocó por primera vez varias canciones, incluyendo "Speech Bubbles", "A Hairdryer", "Waving a White Flag" y "The Same". Los espectáculos también incluyeron "Open the Floodgates", el cual Yorke tocó por primera vez en 2010, y una versión de la canción de Joe Jackson de 1979 "It's Different for Girls".

### 2022:A Light for Attracting Attention
The Smile lanzó su sencillo debut, "You Will Never Work in Television Again", en plataformas virtuales el 5 de enero de 2022. Éste fue seguido por "The Smoke" el 27 de enero, el cual era acompañado por un video creado por el director Mark Jenkin. En marzo, The Smile anunció un lanzamiento limitado de un sencillo de siete pulgadas con ambas canciones. El sencillo no fue puesto a la venta; en cambio, los seguidores podían obtener boletos de lotería libre en tiendas de álbumes seleccionadas para tener la posibilidad de ganar una copia.
The Smile lanzó su tercer sencillo, "Skrting on the Surface", el 17 de marzo. Yorke había interpretado previamente la canción en 2009, en una versión en piano, durante un tour de su banda Atoms for Peace, y con un arreglo diferente en 2012 con Radiohead. El video musical fue dirigido por Jenkin, y fue filmado en celuloide blanco y negro de 16 mm en la mina de aluminio abandonada Rosevale ubicada en Cornwall, Inglaterra. El cuarto sencillo, "Pana-vision", se estrenó el 3 de abril, con un vídeo animado con arte del artista Stanley Donwood. "Thin thing",
el sexto sencillo, fue lanzado el 9 de Mayo con un video musical dirigido por Cristóbal León y Joaquín Cociña. Tomó 6 meses grabar ese video. 
El 20 de abril de 2022, The Smile anunció su álbum debut, A Light for Attracting Attention. Fue lanzado digitalmente a través de XL Recordings el 13 de mayo de 2022 y en formato físico el 17 de junio. También estrenaron la canción "Free in the Knowledge", con un vídeo de música dirigido por Leo Leigh. A Light for Attracting Attention fue aclamado; el crítico de Pitchfork, Ryan Dombal, escribió que fue "instantáneamente y sin equivocarse el mejor álbum hasta el momento de un proyecto paralelo de Radiohead".
El 16 de Mayo The Smile comenzó una gira por Europa,  con una gira por América del Norte a comenzar en noviembre. La gira ha incluido interpretaciones de una canción excluida del álbum, "Just eyes and mouth", el sencillo de Yorke del 2009 "Feeling pulled apart by horses" y composiciones recientes.

## Estilo
Siguiendo su presentación de Glastonbury, Consequence escribió que The Smile incorpora elementos de post-punk, proto-punk y math rock.

## Miembros
- Jonny Greenwood – Guitarra, bajo, teclados, piano, arpa
- Tom Skinner – batería, percusión, teclados, voces de respaldo
- Thom Yorke – voces, bajo, guitarra, teclados, piano

## Discografía

### Álbumes
| Título                           | Detalles de álbum |
| -------------------------------- | --- |
| A Light for Attracting Attention | - Lanzamiento: 13 de mayo de 2022 - Discográfica: XL, Self Cintas de Ayuda - Formatos: #LP, CD, descarga digital, streaming  |
| Wall of Eyes                     | - Lanzamiento: 26 de enero de 2024 - Discográfica: XL, Self Cintas de Ayuda - Formatos: #LP, CD, descarga digital, streaming |
| Cutouts                          | - Lanzamiento: 4 de octubre de 2024                                                                                          |

### Singles
| Title                                                                  | Year | Album                            |
| ---------------------------------------------------------------------- | ---- | -------------------------------- |
| "You Will Never Work in Television Again"                              | 2022 | A Light for Attracting Attention |
| "The Smoke"                                                            | 2022 | A Light for Attracting Attention |
| "Skrting on the Surface"                                               | 2022 | A Light for Attracting Attention |
| "Pana-vision"                                                          | 2022 | A Light for Attracting Attention |
| "Free in the Knowledge"                                                | 2022 | A Light for Attracting Attention |
| "Thin Thing"                                                           | 2022 | A Light for Attracting Attention |
| "Open the Floodgates" / "A Hairdryer" (En vivo desde Magazine, London) | 2022 | Sencillo sin álbum               |
| "Bending Hectic"                                                       | 2023 | Wall of Eyes                     |
| "Wall of Eyes"                                                         | 2023 | Wall of Eyes                     |
| "Friend of a Friend"                                                   | 2024 | Wall of Eyes                     |